# Kdopak to mluví 2
Kdopak to mluví 2 (v anglickém originále Look Who's Talking Too) je americká filmová komedie z roku 1990. Režisérem filmu je Amy Heckerling. Hlavní role ve filmu ztvárnili John Travolta, Kirstie Alleyová, Elias Koteas, Olympia Dukakis a Twink Caplan. Jedná se o pokračování filmu Kdopak to mluví.

## Obsazení
| John Travolta     | James Ubriacco/hlasy spermií |
| Kirstie Alleyová  | Mollie/hlas vajíčka          |
| Elias Koteas      | Stuart Jensen                |
| Olympia Dukakis   | Rosie                        |
| Twink Caplan      | Rona                         |
| Lesley Ewen       | Debbie                       |
| Gilbert Gottfried | Joey                         |
| Bruce Willis      | hlas Michaela                |
| Roseanne Barr     | hlas Julie Ubriacco          |
| Damon Wayans      | hlas Eddie                   |
| Mel Brooks        |                              |